# Myers Brothers 250 1970
Myers Brothers 250 1970 var ett stockcarlopp ingående i Nascar Grand National Series (nuvarande Nascar Cup Series) som kördes 28 augusti 1970 på den 0,250 mile (402,3 meter) långa ovalbanan Bowman Gray Stadium i Winston-Salem i North Carolina. Totalt avverkades 62,5 miles (100,584 km) fördelat på 250 varv. Banunderlaget var asfalt. Loppet vanns av Richard Petty i en Plymouth på tiden 1:12.13 körande för Petty Enterprises. Pettys snitthastighet var 51,527 mph. Det var Pettys 113:e vinst av totalt 200 i karriären. Prispotten uppgick till 6 775 dollar, varav 1 000 dollar gick till segraren.
Loppet är uppkallat efter Bobby Myers som omkom i en krasch på Darlington Raceway 2 september 1957 och hans äldre bror Billy Myers som dog i en hjärtinfarkt under ett lopp på Bowman Gray Stadium 12 april 1958.

## Resultat
| Plc     | Nr | Förare           | Team/ bilägare            | Konstruktör | Start | Varv | Ledda varv |
| ------- | -- | ---------------- | ------------------------- | ----------- | ----- | ---- | ---------- |
| 1       | 43 | Richard Petty    | Petty Enterprises         | Plymouth    | 1     | 250  | 187        |
| 2       | 21 | Bobby Allison    | Bobby Allison Motorsports | Dodge       | 3     | 250  | 0          |
| 3       | 71 | Bobby Isaac      | K&K Insurance Racing      | Dodge       | 2     | 247  | 63         |
| 4       | 48 | James Hylton     | Hylton Engineering        | Ford        | 4     | 246  | 0          |
| 5       | 72 | Benny Parsons    | DeWitt Racing             | Ford        | 12    | 243  | 0          |
| 6       | 06 | Neil Castles     | Neil Castles              | Dodge       | 5     | 243  | 0          |
| 7       | 70 | J.D. McDuffie    | McDuffie Racing           | Mercury     | 6     | 238  | 0          |
| 8       | 64 | Elmo Langley     | Langley-Woodfield Racing  | Ford        | 14    | 238  | 0          |
| 9       | 74 | Bill Dennis      | Bill Dennis               | Chevrolet   | 11    | 234  | 0          |
| 10      | 25 | Jabe Thomas      | Robertson Racing          | Plymouth    | 21    | 230  | 0          |
| 11      | 34 | Wendell Scott    | Robertson Racing          | Plymouth    | 13    | 228  | 0          |
| 12      | 04 | Ken Meisenhelder | Ken Meisenhelder          | Chevrolet   | 20    | 227  | 0          |
| 13      | 74 | Bill Shirey      | Bill Shirey               | Plymouth    | 9     | 224  | 0          |
| 14      | 97 | Dave Marcis      | Gordon Racing             | Ford        | 17    | 137  | 0          |
| 15      | 19 | Henley Gray      | Gray Racing               | Ford        | 22    | 120  | 0          |
| 16      | 10 | Bill Champion    | Champion Racing           | Ford        | 16    | 117  | 0          |
| 17      | 4  | John Sears       | John Sears                | Dodge       | 19    | 61   | 0          |
| 18      | 24 | Cecil Gordon     | Cecil Gordon              | Ford        | 8     | 46   | 0          |
| 19      | 45 | Bill Seifert     | Seifert Racing            | Ford        | 15    | 40   | 0          |
| 20      | 79 | Frank Warren     | Warren Racing             | Plymouth    | 18    | 21   | 0          |
| 21      | 8  | Ed Negre         | Negre Racing              | Ford        | 7     | 10   | 0          |
| 22      | 26 | Earl Brooks      | Brooks Racing             | Ford        | 10    | 3    | 0          |
| Källor: |    |                  |                           |             |       |      |            |